# 名古屋経済大学短期大学部
名古屋経済大学短期大学部（なごやけいざいだいがくたんきだいがくぶ、英語: Nagoya Keizai University Junior College）は、愛知県犬山市内久保61-1に本部を置いていた日本の私立大学である。1965年に設置され、2018年に廃止された。大学の略称は名経短。

## 概観

### 大学全体
- 名古屋経済大学短期大学部は、愛知県犬山市内にある日本の私立短期大学。学校法人市邨学園により1965年に市邨学園短期大学として設置された。元々は女子のみを対象とした教育が行われてきたが、学名変更と共に共学となった。学科は最大で4学科（3学科と1学科2専攻）を擁していたが、再編により2学科に規模縮小。2018年9月26日に廃止認可[1]。

### 建学の精神（校訓・理念・学是）
- 名古屋経済大学短期大学部における建学の精神は「一に人物、二に伎倆」であった。

### 教育および研究
- 名古屋経済大学短期大学部における教育
  - キャリアデザイン学科：｢ビジネスマネジメント｣・｢ビジネス実務｣などの科目があるビジネス、｢情報｣・｢ウェブデザイン｣などの科目があるメディア情報、｢ファッションプランニング｣や｢食の環境｣などの科目がある生活環境、｢医療事務｣や｢心理学｣などの科目がある心理・福祉、｢実用英語｣や｢観光・文化｣などの科目がある国際コミュニケーションの各フィールドがあり、学生自らの将来の進路や目的に合わせたカリキュラムを作成できるところに特長があった。
  - 保育科：保育のエキスパートを育てる学科で、｢児童文学｣・｢教育心理学｣・｢発達心理学｣などの理論科目のほか、市邨学園幼稚園での教育実習も行われていた。

### 学風および特色
- 名古屋経済大学短期大学部は、名古屋女子商業学校が起源となっていることから、ビジネス教育に力を入れていた。

## 歴史・沿革
- 1907年 名古屋女子商業学校（現名古屋経済大学市邨高等学校）を創設。
- 1923年 名古屋第二女子商業学校を併設。
- 1945年 財団法人市邨学園が発足。
- 1951年 学校法人に組織変更。
- 1965年 市邨学園短期大学（いちむらがくえんたんきだいがく 英称:Ichimura Gakuen College）として開学。
  - 家政科[2]
  - 商経科[3] 2005年にキャリアデザイン学科に改組。
- 1967年 保育科を増設[4]
  - 家政科を専攻分離する。
    - 家政専攻
    - 食物専攻
- 1970年11月24日 名古屋鉄道の電車が小牧駅-楽田駅間でショベルカーと衝突、脱線。乗車していた通学途中の生徒50人が重軽傷を負う[5]。
- 1988年 英語科を増設[6]
- 1990年 学科及び専攻名を変更。
  - 家政科→生活文化学科
    - 家政専攻→生活文化専攻
    - 食物専攻→食物栄養専攻
- 2002年 名古屋経済大学短期大学部と改称。共学となる。英語科を現代コミュニケーション学科に改組。
- 2005年 生活文化学科・商経科・英語科を統合してキャリアデザイン学科を設ける。
- 2016年 学生受け入れを最終とする。
- 2018年 廃止認可された。

## 基礎データ

### 所在地
- 本部キャンパス（愛知県犬山市内久保61-1）

### 交通アクセス
- 名鉄小牧線田県神社前駅下車。

## 教育および研究

### 組織

#### 学科
- キャリアデザイン学科
- 保育科

##### 学科の変遷
- 家政科→生活文化学科
  - 家政専攻→生活文化専攻：募集は2004年度まで
  - 食物専攻→食物栄養専攻：募集は2004年度まで。翌年度より、名古屋経済大学へ譲渡。
- 商経科：募集は2004年度まで
- 保育科→保育学科
- 英語科：募集は2004年度まで

##### 取得資格について
- 保育士資格と幼稚園教諭二種免許状が保育科にて取得できた。
- かつて中学校教諭二級免許状が取得できる教職課程も設置されていた。
  - 社会：旧・商経科
  - 家庭：旧・家政科家政専攻
- ほか、旧・商経科および家政科家政専攻には司書教諭・司書資格の取得できる課程があった。

#### 附属機関
- 学術研究センター

### 研究[7]
- 経済・経営研究会
- 自然科学研究会
- 法学会
- 地域社会研究会
- 社会科学研究会
- 比較文化研究会
- 人文科学研究会
- 幼児教育研究会

### 教育
- 現代的教育ニーズ取組支援プログラム
  - 「各種メディアを活用した社会人基礎力の育成」において2007年度に採択されていた。

## 学生生活

### 部活動・クラブ活動・サークル活動
- 名古屋経済大学短期大学部にあった｛部活動｜クラブ活動｜サークル活動｝は以下の通り。
  - 体育系：弓道・スキー・バドミントン・柔道・ツーリング・ゴルフ・卓球・剣道・アイススケート・テニスほか
  - 文化系：合唱・軽音楽・演劇・天文・漫画ほか

### 学園祭
- 名古屋経済大学短期大学部の学園祭は「名経祭」と呼ばれ毎年、概ね10月に行われていた。市邨学園短期大学だった時分は、「双六祭」と称していた。

### スポーツ
- 市邨学園短期大学だった時分、バドミントン部が地区大会や県大会に出場していた。

## 施設

### キャンパス
- かつては、市邨学園短期大学として短大独自のキャンパスをもっていたが、学名変更後はほとんど全てが名古屋経済大学と共同使用されていた。詳細は→名古屋経済大学：キャンパスマップを参照

### 寮
- 名古屋経済大学短期大学部には「呉竹寮」と称した女子学生寮があった。

## 対外関係

### 系列校
- 名古屋経済大学
- 名古屋経済大学市邨中学校・高等学校
- 名古屋経済大学高蔵高等学校・中学校

## 卒業後の進路について

### 就職について
- 生活文化学科
  - 生活文化専攻：一般企業への就職者が多く、トヨタ自動車・オンワード樫山・ジャスコ・スズケン・大日本インキ化学工業・みずほ信託銀行・三越・パナソニック電工・リンナイ・大建工業・ヤマナカなどに就職している。
  - 食物栄養専攻：在学中に取得した資格を活かして日本ゼネラルフード・日清製粉・森永製菓・養命酒製造などの一般企業や各種病院・医療機関・学校・社会福祉施設など多岐にわたっている。
- 商経科：一般企業への就職者が多く、野村證券・大日本印刷・アイシン精機・大垣共立銀行・三協アルミニウム・昭和電工・中部電力・みずほコーポレート銀行・丸善などに就職している。
- 保育科：在学中に取得した資格や免許を活かして幼稚園や保育所などへの就職者が大半を占めている。市邨学園幼稚園ほか多数あり。
- 英語科：一般企業への就職者が多く、ジェイティービー・三井倉庫・東海旅客鉄道・中部日本放送・日本通運・松坂屋などに就職している。

### 編入学・進学実績
- 系列の名古屋経済大学以外では、以下の実績一例がある。
  - 生活文化学科
    - 生活文化専攻：岐阜女子大学・愛知産業大学ほか
    - 食物栄養専攻：中京女子大学ほか

  - 商経科：中央大学・朝日大学・岐阜経済大学・中京学院大学・静岡産業大学・愛知大学・中部大学・名古屋商科大学・立命館大学・桃山学院大学ほか
  - 保育科：愛知県立大学・皇學館大学ほか
  - 英語科：亜細亜大学・北陸大学・愛知学院大学・愛知淑徳大学・名古屋学院大学・名城大学・京都精華大学・京都橘女子大学・梅花女子大学ほか。

## 附属学校
- かつては、市邨学園短期大学附属幼稚園があったか現在は名古屋経済大学附属市邨幼稚園となっている。